# Clarias
Clarias là một chi cá da trơn thuộc họ cá trê, chúng sống khá dai.

## Phân bố
Chúng được tìm thấy ở các vùng nước nội địa trên phần lớn Cựu Thế giới, và là một trong những chi cá da trơn phổ biến nhất trên thế giới. Chi này được tìm thấy ở Đông Nam Á và Đông Á về phía tây qua Ấn Độ và Tiểu Á đến châu Phi. Sự đa dạng của các loài cá da trơn này cao nhất ở châu Phi. Một số (đặc biệt là cá da trơn) đã trở thành loài gây hại khi chúng vô tình được đưa vào, và đặc biệt là ở Cuba, sự du nhập của chúng là có chủ ý.

## Các loài
Có 64 loài trong chi này:
Ở châu Phi
| - Clarias agboyiensis Sydenham, 1980 - Clarias albopunctatus Nichols & La Monte, 1953 - Clarias alluaudi Boulenger, 1906 (Alluaud's catfish) - Clarias angolensis Steindachner, 1866 - Clarias anguillaris Linnaeus, 1758 (Mudfish) - Clarias brachysoma Günther, 1864 - Clarias buettikoferi Steindachner, 1894 - Clarias buthupogon Sauvage, 1879 - Clarias camerunensis Lönnberg, 1895 - Clarias cavernicola Trewavas, 1936 (Cave catfish) - Clarias dhonti Boulenger, 1920 - Clarias dumerilii Steindachner, 1866 - Clarias dussumieri Valenciennes, 1840 - Clarias ebriensis Pellegrin, 1920 - Clarias engelseni Johnsen, 1926 - Clarias gabonensis Günther, 1867 - Clarias gariepinus Burchell, 1822 (North African catfish) - Clarias hilli Fowler, 1936 - Clarias jaensis Boulenger, 1909 | - Clarias laeviceps T. N. Gill, 1862 - Clarias laeviceps dialonensis Daget, 1962 - Clarias laeviceps laeviceps T. N. Gill, 1862 - Clarias lamottei Daget & Planquette, 1967 - Clarias liocephalus Boulenger, 1898 (Smoothhead catfish) - Clarias longior Boulenger, 1907 - Clarias maclareni Trewavas, 1962 - Clarias macromystax Günther, 1864 - Clarias ngamensis Castelnau, 1861 (Blunt-toothed African catfish) - Clarias nigromarmoratus Poll, 1967 - Clarias pachynema Boulenger, 1903 - Clarias platycephalus Boulenger, 1902 - Clarias salae Hubrecht, 1881 - Clarias stappersii Boulenger, 1915 (Blotched catfish) - Clarias submarginatus W. K. H. Peters, 1882 - Clarias teijsmanni Bleeker, 1857 - Clarias theodorae M. C. W. Weber, 1897 (Snake catfish) - Clarias werneri Boulenger, 1906 (Werner's catfish) |

Châu Á
- Clarias abbreviatus Valenciennes, 1840
- Clarias anfractus H. H. Ng, 1999
- Clarias batrachus Linnaeus, 1758 (Philippine catfish)
- Clarias batu K. K. P. Lim & H. H. Ng, 1999 [1]
- Clarias cataractus Fowler, 1939
- Clarias dayi Hora, 1936
- Clarias fuscus Lacépède, 1803 (Hong Kong catfish)
- Clarias gracilentus H. H. Ng, K. H. Dang & V. T. Nguyen, 2011 [2] hay còn gọi là cá trê Phú Quốc
- Clarias insolitus H. H. Ng, 2003 [3]
- Clarias intermedius Teugels, Sudarto & Pouyaud, 2001 [4]
- Clarias kapuasensis Sudarto, Teugels & Pouyaud, 2003
- Clarias leiacanthus Bleeker, 1851
- Clarias macrocephalus Günther, 1864 (Bighead catfish)
- Clarias magur F. Hamilton, 1822
- Clarias meladerma Bleeker, 1846 (Blackskin catfish)
- Clarias microspilus H. H. Ng & Hadiaty, 2011 [5]
- Clarias microstomus H. H. Ng, 2001 [6]
- Clarias nebulosus Deraniyagala, 1958
- Clarias nieuhofii Valenciennes, 1840 (Slender walking catfish)
- Clarias nigricans H. H. Ng, 2003 [7]
- Clarias olivaceus Fowler, 1904
- Clarias planiceps H. H. Ng, 1999
- Clarias pseudoleiacanthus Sudarto, Teugels & Pouyaud, 2003
- Clarias pseduonieuhofii Sudarto, Teugels & Pouyaud, 2004 [8]
- Clarias serniosus H. H. Ng & Kottelat, 2014 [9]
- Clarias sulcatus H. H. Ng, 2004

Hóa thạch
- Clarias falconeri † Lydekker, 1886, từ Ấn Độ